# تپه خراپا
تپه خراپا مربوط به دوران پیش از تاریخ ایران باستان - دوران‌های تاریخی پس از اسلام است و در شهرستان پیرانشهر، بخش مرکزی، روستای خراپا واقع شده و این اثر در تاریخ ۷ مهر ۱۳۸۱ با شمارهٔ ثبت ۶۴۲۰ به‌عنوان یکی از آثار ملی ایران به ثبت رسیده است.